# 梨花 (模特兒)
梨花（1973年5月21日—），本名，是出身於日本東京墨田區的女模特兒及演員。其祖母是法國人，本身具有四分之一法國血統。所屬事務所為Stardust Promotion。

## 經歷
- 1993年起開始在《JJ》與《CanCam》等著名時尚雜誌上登場，1990年代後期起開始嘗試戲劇及歌手等工作。目前仍是日本流行界中的代表模特兒之一。
- 在日本綜藝節目《男女糾察隊》中許多誇張搞笑的表現，讓她被戲稱為「從模特兒變成搞笑藝人」，節目中也常嘲弄她為「前名模」（元カリスマモデル），後來無預警不再出現於該節目，有傳言指出其節目主持人之一的田村淳和梨花的朋友有其感情糾紛而導致兩人不和而退出節目。
- 由於在節目上的表現，讓大眾覺得她真誠不做作，好感度也漸漸上升，除了曾成為部份黃金時段播出的電視節目的固定班底，也有不少電視主持人及廣告的工作。但目前除了日本電視台之外，已經沒有參與其他的綜藝節目。
- 2008年後，重新以模特兒為工作重心，目前主要登場的雜誌有《Sweet》等。现在的梨花 (Rinka) 除了当平面模特、拍广告，还经常活跃在日本综艺节目上。此外，梨花 (Rinka) 的恋情也十分令人关注，她的前男友是足球选手柳沢敦。梨花 (Rinka) 还有个同样是艺人的亲妹妹中山史奈

## 主要演出

### 電視節目
- 男女糾察隊
- 辣妹圍裙

### 廣告
- 索尼電腦娛樂 PSP遊戲「福福の島」（2005年）
- キリンビバレッジ 「NUDA」（2006年）
- カンロ 「ピュレグミ」（2006年 - 2008年）
- 花王 SOFINA「AUBE」（2007年）

## 外部連結
- （日語）RinkaのHappy Life （页面存档备份，存于）（Rinka舊部落格 - 最後更新為2006年9月4日）
- （日語）RinkaのHappy Life（Rinka新部落格）
- （日語）Rinka official website （页面存档备份，存于）
- （日語）經紀公司介紹 （页面存档备份，存于）
- （日語）SMOOCH（梨花珠寶設計jupiter GOLD LABEL公式通販）